# ريتشارد بيرت
ريتشارد بيرت (بالإنجليزية: Richard Burt)‏ هو دبلوماسي أمريكي، ولد في 3 فبراير 1947 في سيويل في تشيلي.

## وصلات خارجية
- ريتشارد بيرت على موقع مونزينجر (الألمانية)
- ريتشارد بيرت على موقع إن إن دي بي (الإنجليزية)